# Beth Cardelli
Pour les articles homonymes, voir Cardelli.
Beth Cardelli est une athlète australienne née le 15 janvier 1980. Spécialiste de l'ultra-trail, elle a notamment remporté l'Ultra-Trail Australia en 2010, 2012, 2013 et 2016.

## Résultats
| no  | féminin           | Course                 | Longueur | Départ       | Temps            |
| --- | ----------------- | ---------------------- | -------- | ------------ | ---------------- |
| 27e | Médaille d'argent | Ultra-Trail Australia  | 100 km   | 16 mai 2009  | 13 h 34 min 53 s |
| 14e | Médaille d'or     | Ultra-Trail Australia  | 100 km   | 15 mai 2010  | 12 h 16 min 15 s |
| 15e | Médaille d'or     | Ultra-Trail Australia  | 100 km   | 19 mai 2012  | 11 h 18 min 49 s |
| 13e | Médaille d'argent | Tarawera Ultramarathon | 100 km   | 16 mars 2013 | 11 h 43 min 56 s |
| 12e | Médaille d'or     | Ultra-Trail Australia  | 100 km   | 18 mai 2013  | 11 h 01 min 08 s |
| 17e | Médaille d'or     | Ultra-Trail Australia  | 100 km   | 14 mai 2016  | 11 h 16 min 14 s |